# زهراء زمرد سلجوق
زهراء زمرد سلجوق (بالتركية: Zehra Zümrüt Selçuk)‏ (ولدت في عام 1979 في ولاية أوردو في تركيا) هي سياسية تركية ووزيرة العمل والخدمات الاجتماعية والأسرة التركية الحالية وكما أنّها عضو في حزب العدالة والتنمية الذي يترأسه الرئيس التركي رجب طيّب أردوغان.

## حياتها العلمية والسياسية
ولدت زهرة زمرد سلجوق في أردو بتركيا عام 1979. وهي ابنة أتيلا كوتش السياسي من حزب العدالة والتنمية ووزير الثقافة والسياحة الأسبق (في المنصب 2005-2007).  تزوجت علي أيدين سلجوق في 12 أبريل 2008 بأنقرة. 
تجيد اللغة الإنجليزية، تلقت تعليمها الابتدائي والمتوسط في ولايات إزمير وسعرد وغيرسون، وأنهت تعليمها الثانوي في مدرسة أتاتورك بأنقرة عام 1996.
حققت المركز التاسع والأربعين على مستوى تركيا في اختبار الالتحاق بالجامعات وبذلك درست في كلية الاقتصاد بمنحة كاملة في جامعة بيلكنت وتخرجت فيها حاصلة على المركز الثالث على مستوى الجامعة. وقبلت عام 2000  في جامعة ميشيغان الأمريكية لدراسة الدكتوراه في الاقتصاد.
وفي الوقت الذي كانت تدرس دكتوراة أخرى لإدارة الأعمال بجامعة تكساس حصلت على الماجستير في الجامعة ذاتها في مجال المحاسبة وإدارة المعلومات.
بعد حصولها على درجة الماجستير في مجال المحاسبة وإدارة المعلومات من جامعة تكساس عملت ككبيرة باحثين في مركز الأبحاث الإحصائية والاقتصادية والاجتماعية والتدريب في العاصمة أنقرة التابع لمنظمة التعاون الإسلامي 
وخلال فترة عملها في المركز ذاته، قامت بالعديد من الأنشطة والفعاليات التي شملت مجالات عدة مثل النوع الاجتماعي والديموغرافيا والقوى العاملة وقياس الفقر متعدد الأبعاد والتعليم والابتكار وأنظمة أداء المعلومات والخدمات المصرفية والمالية والمساعدات التنموية.
كما قامت سلجوق كذلك بتنسيق العديد من المشاريع وبرامج بناء القدرات لأهداف التنمية المستدامة.
عيّنها رئيس الجمهورية التركية رجب طيب أردوغان وزيرة للعائلة والعمل والخدمات الأسرية في الحكومة الرئاسية في 9 يوليو/ تموز 2018.